# Periodo shirazi

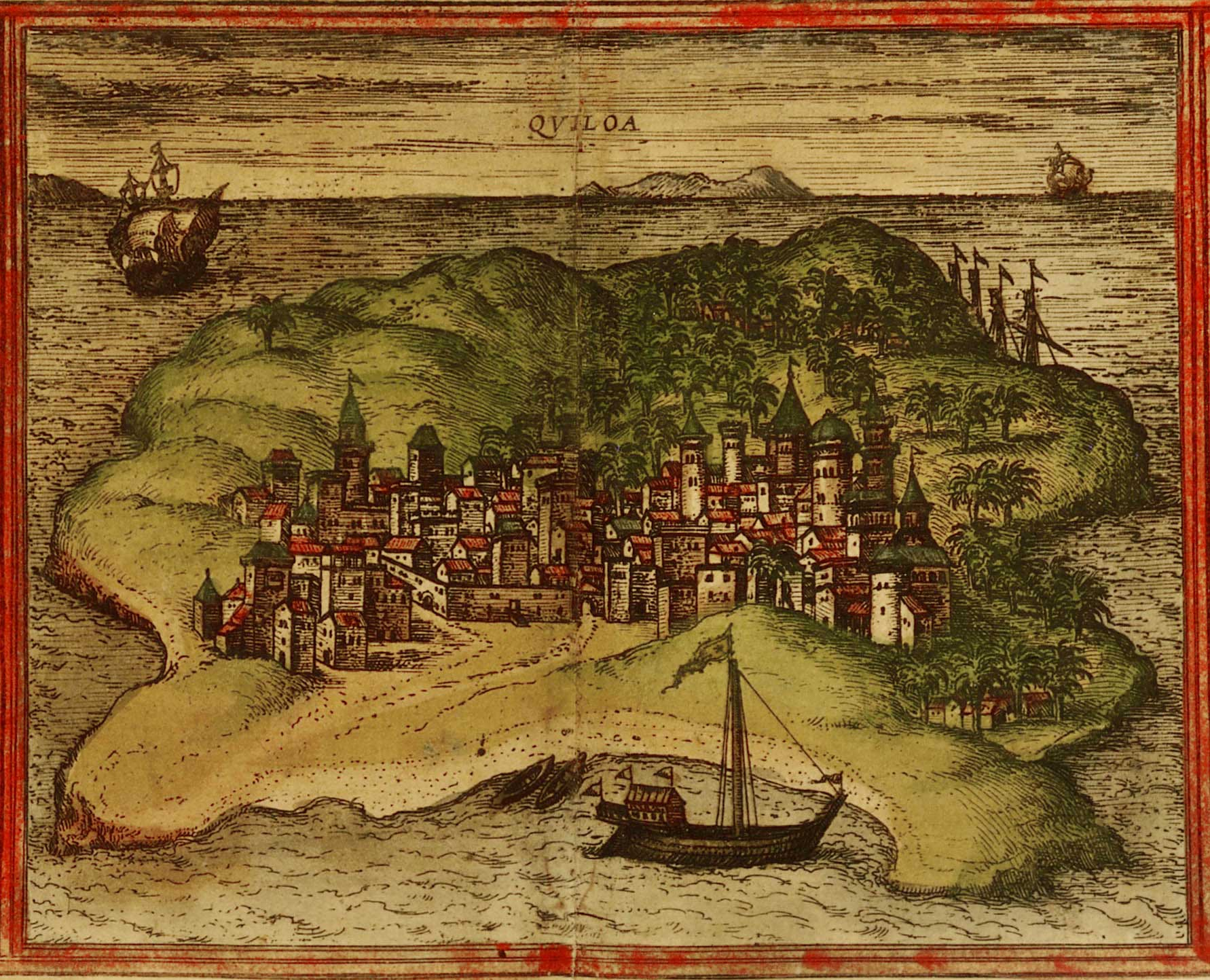
La ricca città di Kilwa, sulla costa della Tanzania, importante centro della civiltà swahili/shirazi. Illustrazione di Civitates orbis terrarum vol. I, di Georg Braun e Franz Hogenberg, 1572

Con l'espressione periodo shirazi (o epoca shirazi) ci si riferisce alla fase della storia dell'Africa orientale (e della Tanzania in particolare) compresa fra il XIII e il XV secolo. Prende il nome dai sultani che regnavano sulle numerose città-stato arabe della regione, che nella maggior parte dei casi si ritenevano discendenti di famiglie aristocratiche della regione di Shiraz, in Persia.

## Storia
Nei primi anni del secondo millennio d.C., sulla costa della Africa orientale e sulle isole antistanti (in particolare Zanzibar e Kilwa) iniziarono a sorgere insediamenti commerciali arabi e persiani. L'interscambio culturale e linguistico con le locali popolazioni bantu diede origine alla cultura e alla lingua swahili. Questi insediamenti divennero sempre più ricchi e importanti man mano che si sviluppavano le rotte commerciali che dall'Africa portavano oro, avorio e schiavi verso il Medio Oriente e l'Asia, fino all'India e alla Cina.
Fra il XIII secolo e il XV secolo più di 30 di questi insediamenti si svilupparono in vere e proprie città-stato, ciascuna delle quali aveva un proprio sultano. Kilwa divenne uno dei più importanti centri della regione, e viene ricordata nei racconti di viaggio di Ibn Battuta come una delle città più belle e ricche dell'area.
Questa fase della storia dell'Africa orientale si chiuse bruscamente con l'arrivo dei Portoghesi, che fra la fine del XV secolo e la prima metà del XVI sottomisero l'intera costa.

## Influenza
L'epoca shirazi modificò completamente la cultura delle popolazioni dell'Africa orientale. La cultura swahili, le cui origini si devono far risalire a questa antica colonizzazione araba e persiana, è il frutto più evidente di questo periodo. In seguito, i rapporti fra gli swahili e il mondo arabo e islamico vennero rinnovati dall'avvento del sultanato di Oman, che nel XVIII secolo tornò a strappare la costa dell'Africa orientale al dominio europeo e cristiano.
Uno dei più importanti siti archeologici dell'epoca shirazi si trova a Kaole, poco a sud di Bagamoyo; vi si trovano, tra l'altro, le rovine di quella che si ritiene possa essere la più antica moschea dell'Africa orientale.